# Teatro de la Cruz

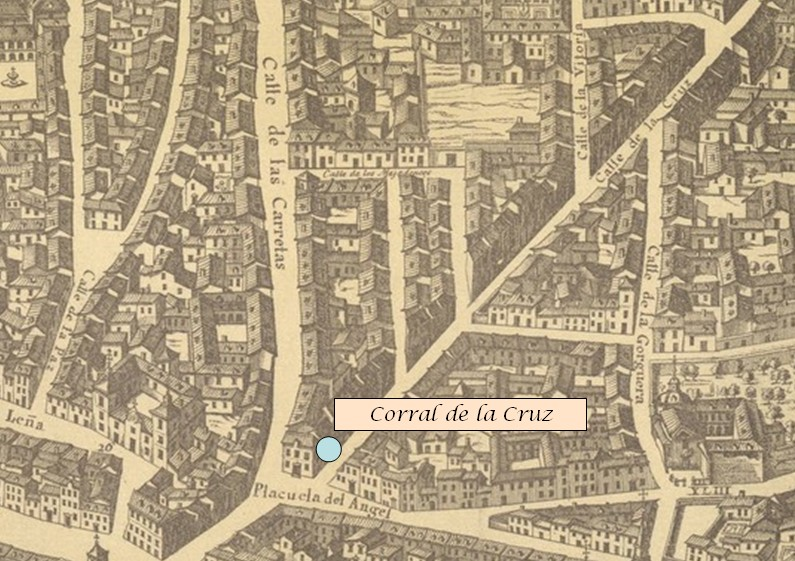
Ungefähre Lage des Corral de comedias de la Cruz (ca. 1656)

Das  Teatro de la Cruz   (Theater des Kreuzes) war während seines fast zweihundertjährigen Bestehens das wichtigste Theater für Komödien in Madrid.

## Geschichte

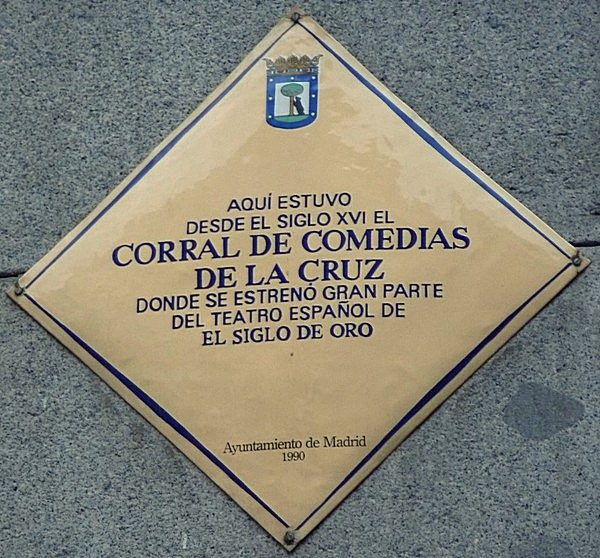
Gedenktafel der Stadt Madrid zur Erinnerung an das Teatro de la Cruz, welches sich in der 'Calle de la Cruz' an der Kreuzung mit der 'Plazuela del Ángel' befand

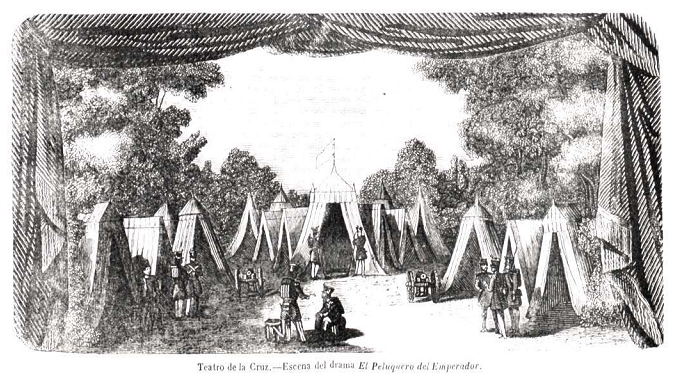
Druck vom Teatro de la Cruz mit einer Szene aus dem Drama El peluquero del emperador (Der kaiserliche Barbier")

Das Teatro de la Cruz wurde im 17. Jahrhundert von der Hermandad de la Soledad (Bruderschaft der Einsamkeit) gegründet und wurde zum ersten Schauplatz seiner Zeit für die spanische Komödie.
Im Jahr 1743 wurde es unter der Leitung des Architekten Pedro de Ribera umfassend renoviert und in ein modernes Theater für 1500 Zuschauer umgewandelt.
Während des 19. Jahrhunderts geriet Riberas architektonischer Stil und insbesondere der Stil des Teatro de la Cruz unter heftige offizielle Kritik; ein königlicher Orden im Jahr 1849 erklärte das Theater offiziell zur „Schande der Kunst“ und ordnete den sofortigen Abriss an. Der Abriss erfolgte jedoch nicht unmittelbar. Das Theater wurde im Jahr 1850 wieder eröffnet und erst zwischen 1852 und 1857 geschlossen. Im Jahr 1859 schließlich wurde es abgerissen. An seine Existenz wird durch eine kleine Plakette an seinem alten Standort erinnert, der Kreuzung der Calle Espoz y Mina und Calle de la Cruz im Zentrum von Madrid.
Mehrere bedeutende Werke kamen auf der Bühne zur Uraufführung, darunter El barón (1803), La mojigata (1804) und El sí de las niñas (1806) von Leandro Fernández de Moratín und Don Juan Tenorio (1844) von José Zorrilla.